# 往生咒

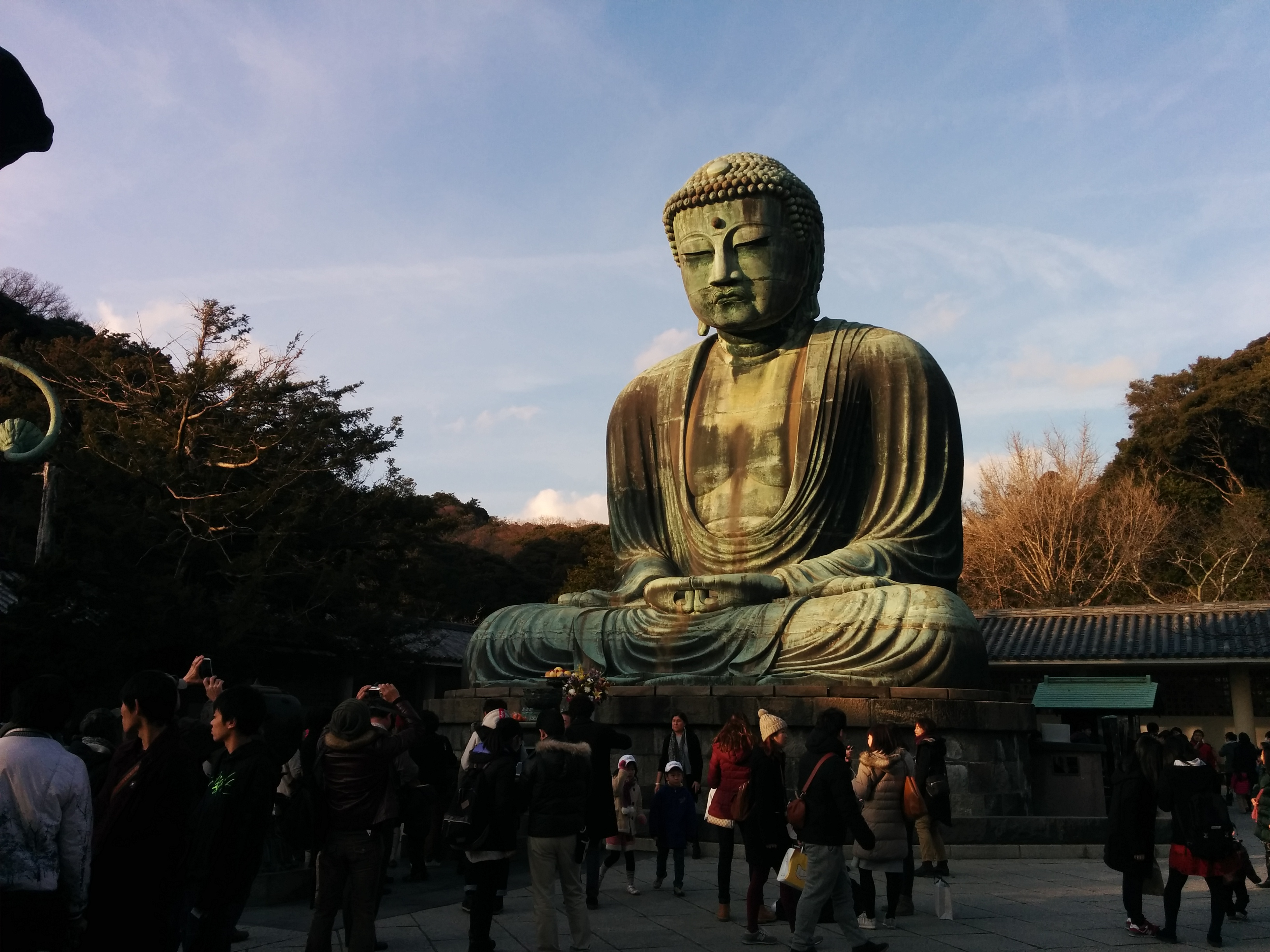
主尊阿彌陀佛

往生咒，全稱《拔一切業障根本得生淨土陀羅尼》，又稱四甘露咒、往生淨土神咒、阿彌陀佛根本秘密神咒，是佛教淨土宗的重要咒語。拔一切業障根本得生淨土陀羅尼，顧名思義，此咒包含兩種功效：「拔一切業障根本」與「得生淨土」。淨土宗認為，誦持此咒能拔除一切業障。誦持此咒者，阿彌陀佛會在其頭上護持，使他離苦得樂，並在其命終之時，接引其入西方淨土。由於「往生」二字易使人誤以為此咒只與往生有關，只能讓念誦者或所祈求的特定對象「得生淨土」，而忽略了另一重要意義，即「拔一切業障根本」，即「不受業障蒙蔽」的現世利益部份。

## 簡史
《往生咒》的來源出自於《小無量壽經》，劉宋求那拔陀羅所譯(《大正藏》第三六八)。
《往生咒》即是《阿彌陀佛根本呪》（又稱作《甘露陀羅尼呪》、《西方極樂世界無量光如來根本陁羅尼》）。

## 咒文

### 梵文與羅馬字發音轉寫參考
नमो अमिताभाय तथागताय।
namo amitābhāya tathāgatāya
南无阿弥多婆夜 哆他伽多夜（歸命無量光如來）
तद्यथा
tadyathā
哆地夜他（即說咒曰）
अमृतोद्भवे
amṛtodbhave
阿弥利都婆毗（甘露生起，即出生長生不死之藥）
अमृतसिद्धंभवे
amṛta-siddhaṃ bhave
阿弥利哆 悉耽婆毗（甘露 成就者）
अमृतविक्रान्ते
amṛta-vikrānte
阿弥唎哆 毗迦兰帝（甘露 撒播者 ）
अमृतविक्रान्त
amṛta-vikrānta
阿弥唎哆 毗迦兰多（甘露 神力者）
गामिनि गगन
gāmini gagana
伽弥腻 伽伽楉（遍满 虛空者）
कीर्तकरे स्वाहा।
kīrta-kare svāhā
枳多 迦利 娑婆诃（聲名 宣揚者 成就）

### 淺譯
皈依無量光如來（阿彌陀佛），即說咒曰：（阿彌陀佛是）甘露（長生不死之藥）生者，甘露的成就者，甘露撒播者，甘露神力者，願普天之下讚歎阿彌陀佛者，一切圓滿成就。

### 陀羅尼利益
若有善男子、善女人，能诵此咒者，阿弥陀佛常住其顶，日夜拥护，无令怨家而得其便。现世常得安隐，临命终时任运往生。
|  | 《阿弥陀经不思议神力传》 隋录未详作者 昔长安僧睿法师。慧崇。僧显。慧通。近至后周。实禅师。景禅师。西河鸾法师等数百余人。并生西方。西河绰禅师等。因见鸾法师得生净土。各率有缘。专修净土之业。绰师又撰西方记验。名安乐集流行。又晋朝远法师。入卢山三十年不出。乃命同志。白黑有一百二十三人。立誓期于西方。凿山铭愿。至陈天嘉年。卢山珍禅师。于坐时见有数百余人。共乘七宝华舫往西方。珍禅师遂求附载。其船上人报云。法师虽讲得涅槃经亦大不可思议缘。法师未诵得阿弥陀经及咒。所以不得同去。法师遂废讲业。日夜专诵弥陀经及咒。计应满二万遍。未终四七日前。夜向四更有神人。从西方送一白银台来空中。明过于日。告云。法师寿终当乘此台往生阿弥陀国。故来相示令知定生。终时白黑咸闻空中如奏音乐。并闻异香。数月闻香气不歇。其夜峰顶寺僧众。咸见一谷内有数十炬火大如车轮。寻验古今。得生安乐世界者非一。多见化佛徒众来迎灵瑞。如传广明不可繁录。因珍禅师于此经有验故。略述此一条以悟来哲。助成往生之志。拔一切业障根本得生净土。神咒者乃宋元嘉末年。求那跋陀重奉制译。合计五十九字一十五句。龙树菩萨愿生安养。梦感此咒。耶舍三藏诵此咒。天平寺锈法师。从耶舍三藏口受此咒。其人云。经本外国不来。若欲受持咒法。嚼杨枝澡豆漱口然香。于佛像前胡跪合掌。日夜六时各诵三七遍。即灭四重五逆十恶谤方等罪。悉得灭除。现世所求皆得。不为恶鬼神所惑乱。若数满二十万遍。即感得菩提牙生。若至三十万遍即面见阿弥陀佛。 |

### 漢語讀法之拼音
南無阿弥多婆夜（ㄋㄢˊná ・ㄇㄛˊmó ・ㄜē ・ㄇ一ˊmí ・ㄉㄨㄛduō ・ㄆㄛˊpó ・一ㄝˋyè）
哆他伽多夜　　（ㄉㄚˇdǎ ・ㄊㄚtā ・ㄐㄧㄚjiā ・ㄉㄨㄛduō ・一ㄝˋyè）
哆地夜他　　　（dǎ ・dì ・yè ・tā）
阿弥利都婆毗　（ē ・mí ・lì ・dū ・pó ・pí）
阿弥利哆　　　（ē ・mí ・lì ・dǎ）
悉耽婆毗　　　（xī ・dān ・pó ・pí）
阿弥唎哆　　　（ē ・mí ・lì ・dǎ）
毗迦兰帝　　　（pí ・jiā ・lán ・dì）
阿弥唎哆　　　（ē  ・mí ・lì ・dǎ）
毗迦兰多　　　（pí ・jiā ・lán ・duō）
伽弥腻　　　　（ jiā ・mí ・nì）
伽伽楉　　　　（jiā ・jiā ・nà）
枳多迦利　　　（ㄓˇzhǐ ・ㄉㄨㄛduō ・ㄐㄧㄚjiā ・ㄌ一ˋlì）
娑婆诃　　　　（ㄙㄨㄛ suō ・ㄆㄛˊpó ・ㄏㄜhē）

### 日語讀法
南無阿弥多婆夜（な・も・あ・み・だ・ば・や）　　
哆他伽哆夜（だ・た・ちぇ・だ・や）
哆地夜他（だ・でぃ・や・た）
阿弥利都婆毘　（あ･み･り･と・ば・ぴ）
阿弥利哆（あ・み・り・だ）
悉耽婆毘（し・たん・ば・ぴ）
阿弥利哆（あ･み･り･だ）
毘迦蘭諦（ぴ・じゃ・らん・でぃ）
阿弥利哆（あ･み･り･だ）
毘迦蘭哆（ぴ・じゃ・らん・だ）
伽弥膩（ちぇ・み・に）
伽伽那（ちぇ・ちぇ・な）
枳多迦隸（ず・だ・じゃ・り）
莎婆訶（さ・ば・は）

## 各地使用習慣

### 中國大陸
往生咒往往用在超渡亡靈，多半在人死時，延僧為之誦念。如清朝袁枚《子不語》：「替我告知城中施家作道場，請高僧多念往生咒，我便可託生。」民間相傳亦有求亡靈冥福之效果。平常亦可以使用煙供粉燃燒和一杯清水供養，配合儀軌施食。

### 臺灣
臺灣民間信仰者，誦念往生咒以超渡亡魂，且書寫往生咒在寺廟焚燒，以求亡靈之冥福。另有一種紙錢，上以紅字印著往生咒，號稱往生錢，但佛教法師認為燒毀真言咒語為不宜，應改為助印流通經典，或者布施。

## 外部連結
- . 佛光山普門寺.   [2019-11-16]. （原始内容存档于2019-10-27）.